# Rovajärvi, Norrbotten
Rovajärvi är en sjö i Pajala kommun i Norrbotten och ingår i Torneälvens huvudavrinningsområde.